# Вин, Захарий Хаимович
Захарий Хаимович Вин (1 (13) декября 1898, Киев — 1973) — советский театральный режиссёр.

## Биография
Родился 1 декабря (по старому стилю) 1898 года в Киеве в семье мещанина девенишского общества Ошмянского уезда Виленской губернии Хаима Мовшовича Вина (1860—?) и Хавы-Эстер Давидовны Вин (в девичестве Белорусец, 1864—?), радомысленской мещанкой. Родители заключили брак в Киеве 12 сентября 1882 года.
В 1930-е годы — режиссёр Театра Ленинградского областного Совета профсоюзов (ныне Театр на Литейном). Поставил пьесу Матросы из Каттаро Фридриха Вольфа и другие.
Работал с художественным руководителем театра А. Б. Винером, режиссёром театра В. А. Лагертом, А. Б. Олениным, П. В. Цетнеровичем, актёрами И. П. Зарубиной, М. С. Павликовым, С. Я. Каюковым, А. И. Кузнецовым.

## Спектакли

### Театр Ленинградского областного Совета профсоюзов
- Матросы из Каттаро (1933)